# جمال عبد الناصر (ممثل)
جمال عبد الناصر (4 مارس 1959 -)، ممثل مصري ، وزوجته المُمثلة فاطمة الكاشف.
تخرج من المعهد العالي للفنون المسرحية بعام 1987، كما أنه حصل قبل ذلك على بكالوريوس تجارة عام 1981 من أعماله في التلفزيون العائلة، الآذان في مالطة، ليالي الحلمية، القاهرة 80، شئي من الخوف، الوهم والخديعة، آخر المثور، ترجع أهميته في السينما إلى الأدوار التي منحتها له الممثلة نادية الجندي وهي الفرص التي كانت تمنحها دوماً للممثلين الجدد.

## أعماله

### مسلسلات
| - حرب الزواج- 2023/2024 - وسط البلد- 2022 - الطاووس- 2021 - المداح- 2021 - أيام- 2021 - ورا كل باب- 2021 - إلا أنا- 2020 - بلا دليل- 2019 - حكايتي- 2019 - الأب الروحي (ج2)- 2018 - عوالم خفية- 2018 - كأنه إمبارح- 2018 - قضاة عظماء (ج2)- 2016 - المغني- 2016- بهاء - قضاة عظماء- 2016 - العقرب- 2013 - بالأمر المباشر- 2012- صلاح | - كيد النسا (2)- 2012 - لحظات حرجة (2)- 2010- ضياء مسعود - زهرة برية- 2009- جودة - الهاربة (1)- 2008 - أمير الشرق عثمان دقنة- 2007 - سوق الخضار- 2006 - أحلام لا تنام- 2006 - الدنيا ريشة في هوا- 2006 - نصر السماء- 2006 - دوائر الشك- 2005 - المهنة طبيب- 2004 - أيامنا- 2004 - عيب يا دكتور- 2004 - آخر المشوار- 2003 - قاسم أمين- 2002- سعد زغلول - تلال الغضب- 2001 - رحيق الفوارس- 2001 | - الوهم و الخديعة- 2000- فايق - حاره المعز- 2000 - الحب له أوان- 2000 - محاكمة الليالي- 2000 - قلعة الكبش- 1999 - وادي فيران- 1998 - اللعب في المضمون- 1998 - أحلام وردية- 1998 - السيرة الهلالية (ج2)- 1998- أبو زيد الهلالي - وتمضي الأيام- 1998 - شيء من الخوف- 1998- عتريس - عباسية واحد- 1997 - نقوش من ذهب ونحاس- 1996 - الأبطال (ج1)- 1996- رضوان - عندما تتحرك الجبال- 1996 - زقاق السنجقدار- 1996 - الخروج من المأزق- 1995 | - الصبار- 1995 - الفرسان- 1994- الظاهر بيبرس - العائلة- 1994- هشام الشربيني - المزاد- 1993- همام - الآذان في مالطا- 1993 - أهل الطريق- 1993 - حصاد الحب- 1992- علي - ليالي الحلمية(ج، 4، 5، 6)- (1992، 1995، 2016)- كريم السمنودي - القضاء في الإسلام(ج3)- 1991 - المحطة الأخيرة- 1989 - فتى الأندلس- 1989 - لا إله إلا الله (ج4)- 1988- الأمير خع مواس - حكم الزمن - أهلا بالأحلام - أم البنات - الحب والطوفان - البريمو |

### أفلام
- الكنز 2: الحب والمصير- 2019
- فارس ظهر الخيل-2001 - فيلم-فارس
- الإمبراطورة-1999 - فيلم-الضابط أحمد فؤاد
- وفي الحياة حب آخر-1997 - فيلم
- امرأة فوق القمة-1997 - فيلم-المهندس أدهم المواردي
- امرأة هزت عرش مصر-1995 - فيلم-محمد أنور السادات
- عنتر زمانه-1994 - فيلم
- يا ناس يا هووه-1991 - فيلم-إسماعيل

### مسرحيات
- روايح-2007
- سالومي-1988-الشاب الناصري
- أصل وكذا صورة-فاوست
- الوزير العاشق

### سهرة تليفزيونية
- الأقنعة-2006
- الألبوم-1992
- رصاصة في العقل
- ثم تأتي الحقيقة محزنة
- ما وراء الأيام
- بين الفقه والجمال والسياسة
- فتحة وشبكة وكتب كتاب-حسين

## روابط خارجية
- جمال عبد الناصر على موقع قاعدة بيانات الأفلام العربية